# Tripterospermum filicaule
Tripterospermum filicaule là một loài thực vật có hoa trong họ Long đởm. Loài này được (Hemsl.) Harry Sm. miêu tả khoa học đầu tiên năm 1965.